# Enrico Manera
Enrico Manera (Asmara, 4 aprile 1947) è un pittore, scultore e attore italiano.

## Biografia
Enrico Manera ha iniziato a lavorare nel cinema come attore nella seconda metà degli anni settanta apparendo anche nei film girati da suo fratello Gianni Manera. Utilizzava quasi sempre lo pseudonimo di Joseph Logan. Ha lavorato con numerosi registi, tra i quali Giuliano Montaldo, Mino Guerrini e Massimo Pupillo.
Ė lo zio della cantante Alma Manera.

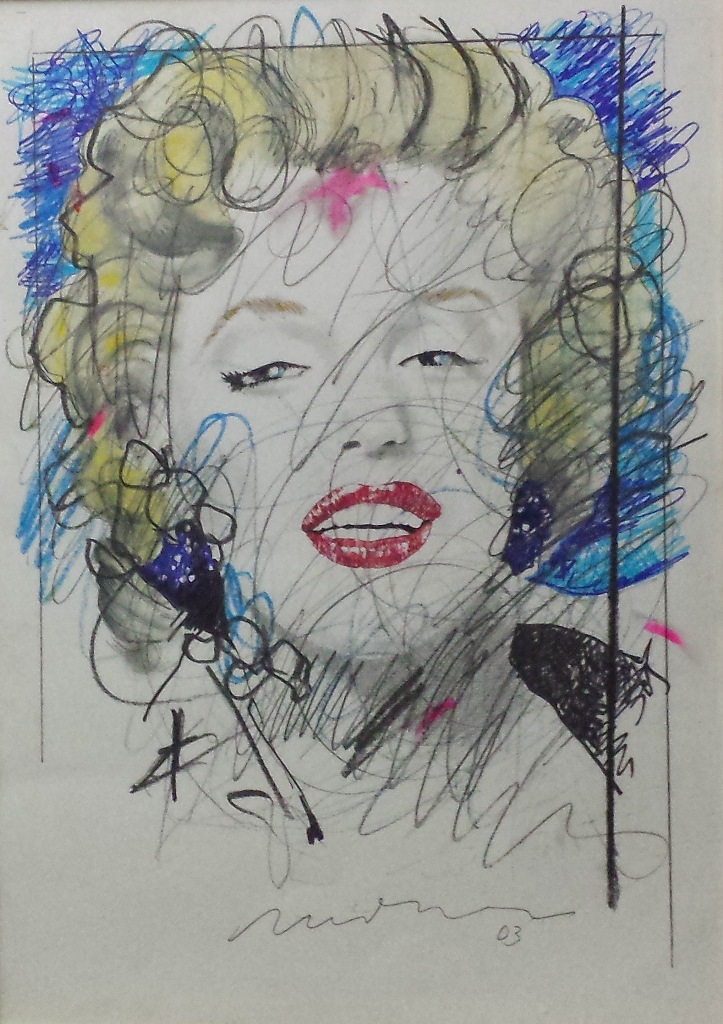
E. Manera, "marylin", 50x70, 2002, tecnica mista su carta

Come pittore ha partecipato alla Quadriennale di Roma del 1996; nel 2011 ha esposto al Padiglione Lazio, evento collaterale della LIV Biennale di Venezia tenuto a Roma.

## Filmografia
- Omicidio per appuntamento, regia di Mino Guerrini (1966)
- Bill il taciturno, regia di Massimo Pupillo (1967)
- Rangers attacco ora X, regia di Roberto Bianchi Montero (1969)
- Lo sceriffo di Rockspring, regia di Mario Sabatini (1971)
- La lunga ombra del lupo, regia di Gianni Manera (1971)
- Giordano Bruno, regia di Giuliano Montaldo (1973)
- Ordine firmato in bianco, regia di Gianni Manera (1974)
- Cappotto di legno, regia di Gianni Manera (1981)